# Стенлі Нвабілі
Стенлі Нвабілі (англ. Stanley Nwabili, нар. 10 червня 1996, Лагос) — нігерійський футболіст, воротар південнофриканського клубу «Чиппа Юнайтед» та національної збірної Нігерії.

## Клубна кар'єра
У дорослому футболі дебютував 2018 року виступами за команду «Гоу Раунд», у якій того року взяв участь у 17 матчах чемпіонату. 
Своєю грою за цю команду привернув увагу представників тренерського штабу клубу «Еньїмба», до складу якого приєднався 2019 року. Відіграв за команду з Аби наступний сезон своєї ігрової кар'єри.
У 2020 році уклав контракт з клубом «Віккі Турістс», у складі якого провів наступний рік своєї кар'єри гравця. 
З 2021 року один сезон захищав кольори клубу «Лобі Старз». Більшість часу, проведеного у складі «Лобі Старз», був основним голкіпером команди.
Протягом 2022 року захищав кольори клубу «Кацина Юнайтед».
До складу клубу «Чиппа Юнайтед» приєднався 2022 року. Станом на 29 грудня 2024 року відіграв за команду з Порт-Елізабета 51 матч в національному чемпіонаті.

## Виступи за збірну
У 2021 році дебютував в офіційних матчах у складі національної збірної Нігерії.
У складі збірної був учасником Кубка африканських націй 2023 року у Кот-д'Івуарі.
| Дата       | Місто        | Господарі    | Результат               | Гості                | Турнір                                      | Голи | Примітки |
| ---------- | ------------ | ------------ | ----------------------- | -------------------- | ------------------------------------------- | ---- | -------- |
| 3-7-2021   | Лос-Анджелес | Мексика      | 4 – 0                   | Нігерія              | товариський матч                            | -4   |          |
| 8-1-2024   | Абу-Дабі     | Гвінея       | 2 – 0                   | Нігерія              | товариський матч                            | -2   |          |
| 14-1-2024  | Абіджан      | Нігерія      | 1 – 1                   | Екваторіальна Гвінея | Кубок африканських націй 2023 - 1-й етап    | -1   |          |
| 18-1-2024  | Абіджан      | Кот-д'Івуар  | 0 – 1                   | Нігерія              | Кубок африканських націй 2023 - 1-й етап    | -    | 90+2'    |
| 22-1-2024  | Абіджан      | Гвінея-Бісау | 0 – 1                   | Нігерія              | Кубок африканських націй 2023 - 1-й етап    | -    |          |
| 27-1-2024  | Абіджан      | Нігерія      | 2 – 0                   | Камерун              | Кубок африканських націй 2023 - 1/8 фіналу  | -    | 80'      |
| 2-2-2024   | Абіджан      | Нігерія      | 1 – 0                   | Ангола               | Кубок африканських націй 2023 - чвертьфінал | -    |          |
| 7-2-2024   | Буаке        | Нігерія      | 1 – 1 д.ч. (4 – 2 п.п.) | ПАР                  | Кубок африканських націй 2023 - півфінал    | -1   |          |
| 11-2-2024  | Абіджан      | Нігерія      | 1 – 2                   | Кот-д'Івуар          | Кубок африканських націй 2023 - Фінал       | -2   | 53'      |
| 22-3-2024  | Марракеш     | Гана         | 1 – 2                   | Нігерія              | товариський матч                            | -1   |          |
| 26-3-2024  | Марракеш     | Малі         | 2 – 0                   | Нігерія              | товариський матч                            | -2   |          |
| 7-6-2024   | Уйо          | Нігерія      | 1 – 1                   | ПАР                  | Відбір до ЧС 2026                           | -1   |          |
| 10-6-2024  | Абіджан      | Бенін        | 2 – 1                   | Нігерія              | Відбір до ЧС 2026                           | -2   |          |
| 7-9-2024   | Уйо          | Нігерія      | 3 – 0                   | Бенін                | Відбір до Кубка африканських націй 2025     | -    |          |
| 10-9-2024  | Кігалі       | Руанда       | 0 – 0                   | Нігерія              | Відбір до Кубка африканських націй 2025     | -    |          |
| 11-10-2024 | Уйо          | Нігерія      | 1 – 0                   | Лівія                | Відбір до Кубка африканських націй 2025     | -    |          |
| 14-11-2024 | Абіджан      | Бенін        | 1 – 1                   | Нігерія              | Відбір до Кубка африканських націй 2025     | -1   |          |
| 21-3-2025  | Кігалі       | Руанда       | 0 – 2                   | Нігерія              | Відбір до ЧС 2026                           | -    |          |
| 25-3-2025  | Уйо          | Нігерія      | 1 – 1                   | Зімбабве             | Відбір до ЧС 2026                           | -1   |          |
| Усього     |              | Матчів       | 19                      |                      | Голів                                       | -18  |          |